# Kumtor
Kumtor (kyrgyzsky Кум-Төр) je rozsáhlý povrchový důl na těžbu zlata v pohoří Ťan-šan v Issykkulské oblasti Kyrgyzstánu. Důl vlastní a  prostřednictvím své dceřiné společnosti Kumtor Gold Company provozuje kanadská společnost Centerra Gold. Inc.

## Geografická poloha
Kumtor je po andském dole Yanacocha v peruánském regionu Cajamarca  (nadmořská výška dolu je 3500-4100 metrů) v pořadí druhým nejvýše položeným dolem na těžbu zlata na světě. Základna dolu Kumtor a jeho technické zázemí se nachází v horském masívu Ak-Šijrak v nadmořské výšce 3600-3800 metrů, samotný důl a zpracovatelské provozy jsou ve výšce, přesahující 3900 metrů.Těžba probíhá necelých 60 km vzdušnou čarou směrem na jih od jezera Issyk-kul. Na opačnou stranu obdobná vzdálenost dělí důl Kumtor od hranic Kyrgyzstánu s Čínskou lidovou republikou. Od kyrgyzského hlavního města Biškeku je důl vzdálen více než 300 km směrem na jihovýchod. Nejbližšími většími sídly jsou obce Barskoon a Tamga poblíž ústí řeky Barskoon do jezera Issyk-kul. Největším městem v regionu je Karakol, vzdálený vzdušnou čarou necelých 70 km směrem na sever, avšak dostupný pouze dlouhou objížďkou přes Barskoon a dále podél jezera Issyk-kul.

## Historie
Ložiska zlata v horském masívu Ak-Šijrak objevili členové geofyzikální vědecké expedice "Kirgizgeologija" («Киргизгеология») již v roce 1978. Studii proveditelnosti těžby zlata v této oblasti zpracovala organizace Ginalmazzoloto při Radě ministrů Sovětského svazu v roce 1989, avšak realizace projektu byla kvůli předpokládaným vysokým nákladům odložena.Vláda Kyrgyzstánu, který získal nezávislost v roce 1991, z několika možných investorů vybrala  kanadskou společnost Cameco Corporation, jednoho z největších světových producentů uranu a  4. prosince 1992 zástupci obou stran podepsali v Torontu příslušnou smlouvu o projektu Kumtor Gold (anglicky Kumtor Gold Project, rusky проект «Кумторзолото»). Po několika letech investic a příprav byla v roce 1997 zahájena těžba. V roce 2004 došlo k restrukturalizaci původního projektu. Vznikla společnost Centerra Gold Inc., s níž 22. června 2004  představitelé Kyrgyzstánu podepsali novou investiční smlouvu.  

## Těžba
V roce 1998, rok po zahájení průmyslové těžby, byl získán první milión uncí zlata. V roce 2002 produkce zlata překročila 100 tun (3,2 miliónů uncí). Při tehdejších cenách 320 USD za trojskou unci toto množství zlata představovalo hodnotu kolem jedné miliardy amerických dolarů. Celkem bylo za období let 1997–2010 v Kumtoru vytěženo 242,5 tun zlata. K 1. 1. 2018 měla společnost Kumtor Gold 2693 zaměstnanců, přičemž 2627 z nich bylo občany Kyrgyzské republiky.
Důl Kumtor je ve vlastnictví kanadské společnosti Centerra Gold Inc. se sídlem v Torontu prostřednictvím její dceřiné společnosti Kumtor Gold Company. Do roku 2016 vlastnila kyrgyzská státní společnost Kyrgyzaltyn (ОАО «Кыргызалтын») 32,1 % akcií společnosti Centerra Gold Inc. Ačkoli se původně počítalo, že Kyrgyzstán svůj podíl v těžební společnosti ještě zvýší, došlo k pravému opaku. V roce 2016 společnost Centerra Gold Inc. investovala do zakoupení severoamerické těžařské společnosti Thompson Creek Metals Inc. a vydala kvůli tomu další emisi akcií, takže se podíl Kyrgyzaltynu v Centerra Gold v důsledku toho snížil na 26,6%.

## Rizika a kontroverze
Kritici, včetně politické opozice, od počátku poukazovali na to, že smlouva se společností Cameco byla v roce 1992 uzavřena bez jakéhokoli výběrového řízení a že v této smlouvě jsou kontroverzní ustanovení, umožňující nerespektování kyrgyzských zákonů.

### Havárie

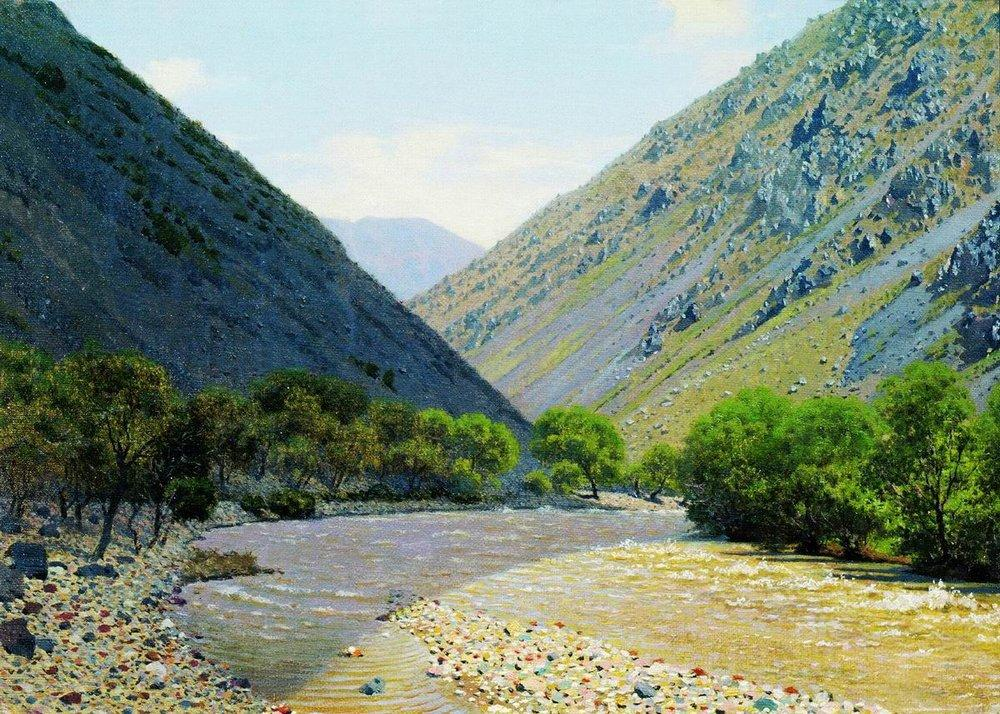
Vasilij V. Vereščagin: Soutěska řeky Barskoon (1869)

V roce 1998 se do řeky Barskoon zřítil nákladní vůz, který převážel kyanid sodný, vysoce jedovatou sůl kyseliny kyanovodíkové, používaný v procesu loužení zlata z Kumtoru. Kontaminovaná voda z řeky se vodovodním potrubím dostala do obcí Barskoon a Tamga, kde ji místní obyvatelé používali jednak ve svých domácnostech a také k zalévání zahrádek a zemědělských pozemků. Celkem bylo zdravotně postiženo 1161 obyvatel zmíněných obcí, přičemž jeden člověk na následky otravy zemřel. Zahynulo mnoho domácího zvířectva, vznikly škody na zemědělské půdě a zavlažovací síti a mj. byla značně poškozena také příroda v oblasti přírodní rezervace Džeti-Oguz (Džeti-oguzská soutěska neboli Skály sedmi býků, kyrgyzsky Жети-Өгүз). 

### Další kontroverze
Po revoluci v roce 2010 byl svržený prezident Kurmanbek Bakijev obviňován z toho, že v roce 2009 záměrně podepsal s Centerra Gold pro Kyrgyzskou republiku nevýhodou smlouvu. V roce 2013  Žogorku Keneš, kyrgyzský parlament, přijal usnesení o přezkoumání smlouvy mezi Kyrgyzskou republikou a společností Centerra Gold. V květnu 2013 asi 500 obyvatel vesnic z okresu Džeti-Oguz, požadujících ukončení smlouvy s kanadskou společností, zablokovalo silnici vedoucí k dolu a posléze se jim podařilo přerušit dodávku elektrického proudu do Kumtoru. Následoval policejní zásah a vyhlášení výjimečného stavu v okrese Džeti-Oguz, protesty však pokračovaly i později. Po soudním řízení o náhradu ekologických škod, z něhož u soudu v Biškeku vyšla  vítězně kyrgyzská strana, bylo za účelem náhrady těchto škod na účtu Centerry zablokováno 350 miliónů USD.

### Hrozba pro budoucnost
Velkým problémem je skutečnost, že se důl nachází ve vysokohorské ledovcové oblasti, přičemž některé části okolních ledovců byly dokonce kvůli těžbě odstraněny. Problém představuje také kyanidové loužení zlata. Ročně je na nákladních vozech kolem druhého největšího horského jezera světa a strmými horskými soutěskami a průsmyky do dolu transportováno na 3650 tun kyanidu. V prostoru dolu se nachází nádrž s obsahem cca  60 miliónů litrů odpadní vody, kontaminované v důsledku loužení zlatonosné horniny. Poblíž kumtorského naleziště zlata je ledovcové jezero Petrov, které by mohlo v důsledku tání permafrostu nebo zemětřesení, která zde nejsou výjimkou, snadno přetéci, a ve spojení s chemickým znečištěním vody a půdy způsobit katastrofu s nedozírnými následky.